# Джон Рей
Джон Рей (на английски: John Rae) e шотландски лекар, натуралист и изследовател на Арктика.

## Ранни години (1813 – 1846)
Роден в на 30 септември 1813 година в селището Стромнес, на остров Мейнленд, Оркнейски острови. Завършва медицина в Единбургския университет, след което постъпва на работа в канадската компания „Хъдсънов залив“ като лекар. Като медицинско лице Рей лекува не само европейци, но и местното население. Общува с множество ескимоси и научава от тях знания за местната природа и начините на оцеляване в суровия север, в резултат на което получава множество преимущества пред редица други европейски изследователи по това време. Усвоява от ескимосите използването на снегоходки, които много облекчават преходите му между отделните селища.

## Експедиционна дейност (1846 – 1854)

### Експедиция в Канадска Арктика (1846 – 1847)
През 1846 г., по искане на компанията „Хъдсънов залив“ и за да завърши започнатото от Джон Франклин изследване на канадския север, се отправя с отряд от 12 души да изследва северното крайбрежие на Северна Америка в района на п-ов Мелвил. Освен картирането на бреговата линия, компанията го задължава да проведе геоложки изследвания, да извърши гео-физически, метеорологически и хидрографски наблюдения, да събере материали за природата и населението на района. Предвиждало се е работата на експедицията да продължи година-две, а продукти са и отпуснати само за четири месеца, като останалите храни ще си ги набавят чрез лов и риболов.
През юли 1846 с няколко лодки изследва западния бряг на Хъдсъновия залив от устието на река Чърчил на север до залива Репалс (66º 20` с.ш.). От залива пеша, с няколко спътника, пресича от юг на север провлака Рей (свързващ п-ов Мелвил с континента) и в началото на август открива залива Комити (69°00′ с. ш. 87°00′ з. д. / 69° с. ш. 87° з. д.), разположен между п-ов Мелвил на изток и п-ов Симпсън на запад. Зимува в залива Репалс. През април 1847 отново пресича провлака с кучешки впрягове и открива и картира западния бряг на залива Комити. Заобиколя от север открития от него п-ов Симпсън и достига до залива Лорд Мер (69°45′ с. ш. 92°00′ з. д. / 69.75° с. ш. 92° з. д., на югоизточното крайбрежие на п-ов Бутия). В началото на лятото изследва източния бряг на залива Комити, като по този начин завършва откриването на бреговете на п-ов Мелвил (63 хил. км2), започнато от Уилям Едуард Пари. В средата на август 1847 експедицията се завръща в устието на Чърчил.

### Търсене на Джон Франклин (1851 и 1853 – 1854)
През 1850 Джон Рей, както и много други изследователи, се включва в търсенето на изчезналата експедиция на Джон Франклин.
През пролетта на 1851 с четирима спътника изследва южното крайбрежие на остров Виктория, от залива Коронейшън (112º 40` з.д.) до залива Уелингтън на изток. От там отново се връща на запад и изследва южното крайбрежие на острова до нос Баринг (70°00′ с. ш. 117°20′ з. д. / 70° с. ш. 117.333333° з. д.). През лятото изследва отново целия южен и югоизточен бряг на Виктория между нос Баринг и (70°30′ с. ш. 101°00′ з. д. / 70.5° с. ш. 101° з. д.). За направените открития е приет за член на Кралското географско дружество.
През 1853 – 1854, отново по разпореждане на компанията „Хъдсънов залив“ изследва п-ов Бутия, картира западното му крайбрежие и среща ескимоси, които го осведомяват за трагедията сполетяла експедицията на Джон Франклин.
За сведенията получени от Рей за експедицията на Франклин е награден от Кралското географско дружество с 10 000 £ (около 687 700 £ съвременни).

## Следващи години (1855 – 1893)
През 1860 Рей участва в прокарването на телеграфен кабел от Европа до Гренландия и Исландия, а през 1864 – до Канада. През 1884, вече на 71 години Рей отново работи за компанията „Хъдзънов залив“ и участва в изследването на река Копър Ривър в Аляска във връзка с прокарването на телеграфен кабел между САЩ и Русия.
Умира от аневризма на 22 юли 1893 в Лондон, а след седмица тленните му останки да пренесени на родния му остров в Оркнейските острови.

## Памет
Неговото име носят:
- връх Рей (50°37′ с. ш. 114°58′ з. д. / 50.616667° с. ш. 114.966667° з. д., 3218 м) в провинция Алберта, Канада;
- град Рей (62°50′ с. ш. 116°03′ з. д. / 62.833333° с. ш. 116.05° з. д.) в Северозападни територии, Канада;
- езеро Рей (64°10′ с. ш. 117°20′ з. д. / 64.166667° с. ш. 117.333333° з. д.) в Северозападни територии, Канада;
- нос Рей (62°39′ с. ш. 115°49′ з. д. / 62.65° с. ш. 115.816667° з. д.) на северния бряг на Голямото Робско езеро, Канада;
- остров Рей (69°32′ с. ш. 135°06′ з. д. / 69.533333° с. ш. 135.1° з. д.) в море Бофорт, делтата на река Маккензи;
- провлак Рей (66°48′ с. ш. 87°00′ з. д. / 66.8° с. ш. 87° з. д.) в Северна Канада, свързващ п-ов Мелвил с континента;
- проток Рей (68°50′ с. ш. 94°51′ з. д. / 68.833333° с. ш. 94.85° з. д.) в Северна Канада, между остров Кинг Уилям на запад и континента на изток;
- река Рей (устие, 67°55′ с. ш. 115°33′ з. д. / 67.916667° с. ш. 115.55° з. д.) в Северна Канада, вливаща се от запад в залива Коронейшън.

## Трудове
- „Narrative of the expedition to the shores of the Arctic Sea in 1846 and 1847“ (1850).